# Émile-David Turrian
Émile-David Turrian (* 26. April 1869 in Montblesson, Lausanne; † 21. April 1906 in Paudex) war ein Schweizer Zeichner, Maler und Karikaturist. Sein Werk umfasst Stadtansichten, Porträts, Karikaturen, Kirchenzeichnungen sowie Glas- und Bühnenmalerei. Seine Zeichnungen gelten als wichtige Zeugnisse der Waadtländer Architektur und Alltagskultur um 1900.

## Leben
Turrian wurde als Sohn eines Lehrers geboren. Seine Mutter stammte aus der Vallée de Joux. Eine frühkindliche Verletzung lähmte seinen rechten Arm, worauf er sich autodidaktisch das Zeichnen mit der linken Hand beibrachte. Er schrieb spiegelverkehrt, was sich in Signaturen auf seinen Zeichnungen nachweisen lässt.
Nach einer Ausbildung als Typograf studierte er an der École des Beaux-Arts in Genf bei Edouard Castres und später in Paris im Atelier von Luc-Olivier Merson. 1895 reiste er zu seinem Bruder nach Russland und hielt sich dort ein Jahr lang auf. Die Reise inspirierte ihn zu zahlreichen Skizzen und Gemälden, die russische Landschaften und das Leben einfacher Menschen zeigen.
Nach Aufenthalten in Lausanne, Syens und Corcelles-le-Jorat lebte er ab 1905 in Paudex. Er verstarb 1906 überraschend, vermutlich an den Folgen einer chronischen Tuberkulose.

## Werk
Turrian widmete sich mit besonderer Sorgfalt der zeichnerischen Erfassung von Bauwerken im Kanton Waadt. Sein umfassendes Werk über die Kirchen der Region, das im Musée du Vieux-Moudon aufbewahrt wird, gilt als sein bedeutendstes Vermächtnis. Weitere Werke zeigen Häuserzeilen in Moudon, den Pont Saint-Éloi sowie zwei ikonische Porträts: La belle de Moudon und La fillette blonde albinos de Corcelles-le-Jorat. Weiter ist das Nordfenster einer Kuppel im Bundeshaus in Bern von Turrian gestaltet. Es stellt einen Warenumschlagplatz im Basler Rheinhafen dar. Auch zahlreiche Landschaftsgemälde – etwa aus der Umgebung des Genfersees, aus der Vallée de Joux oder von seinen Russlandreisen – gehören zu seinem künstlerischen Nachlass.

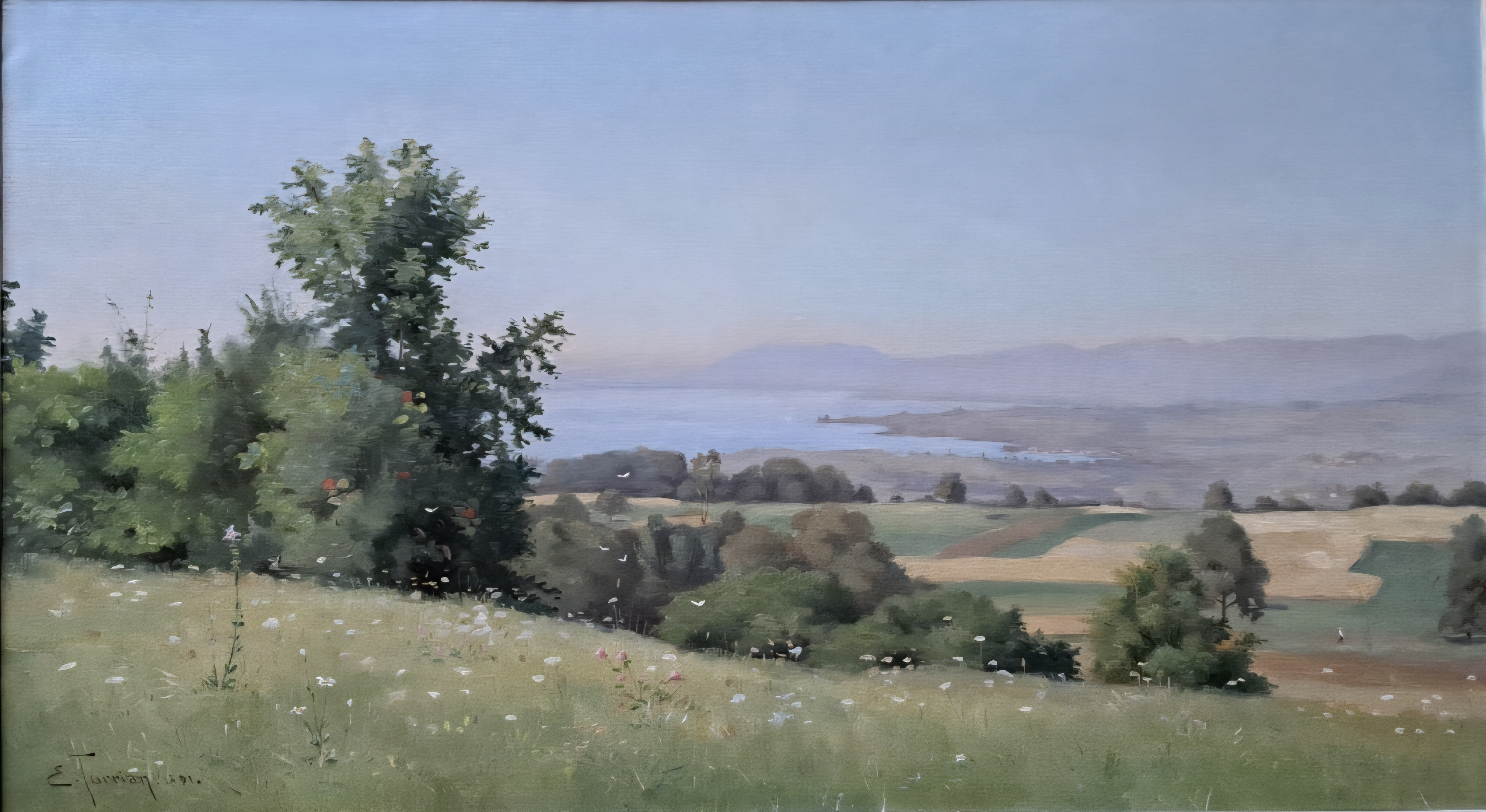
Ölgemälde von Émile-David Turrian aus dem Jahr 1891 mit Blick auf den Genfersee bei Saint-Sulpice (Lac Léman, Schweiz)

Neben Postkarten, Karikaturen (À la pinte), Glasmalereien und Theaterdekorationen pflegte er auch den Kontakt zu bekannten Zeitgenossen wie Max de Geymüller und René Morax. Letzterer verfasste nach seinem Tod einen würdigenden Nachruf.
Turrian lebte zeitlebens von seiner Kunst, blieb jedoch zu Lebzeiten weitgehend unbekannt. Heute wird sein zeichnerisches Werk zunehmend als kulturhistorisch wertvoll eingestuft.